# Rechodes minutus
Rechodes minutus es una especie de coleóptero de la familia Zopheridae.

## Distribución geográfica
Habita en Madagascar.